# Igreja de Nossa Senhora do Amparo (Benfica)

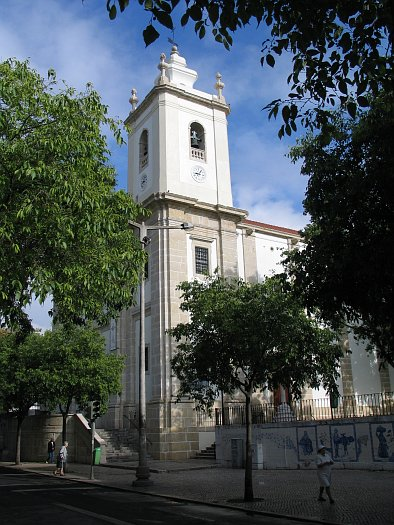
Igreja de Nossa Senhora do Amparo

A Igreja de Nossa Senhora do Amparo está situada em Benfica, Portugal.

## História
Segundo documento conservado no arquivo paroquial, foi a 10 de Dezembro de 1809 que se iniciaram as cerimónias da sagração da Comunidade Paroquial de Nossa Senhora do Amparo de Benfica, as quais se prolongaram até à festa da Padroeira, em 18 de Dezembro.
Há já muitos séculos que as gentes da zona de Benfica constituem uma paróquia. As primeiras referências remontam aos finais do século XIV. Constituída durante séculos por casais dispersos, a Paróquia de Benfica só muito recentemente passou a apresentar o actual aspecto de conjunto populacional concentrado (digamos, demasiadamente concentrado), ao gosto dos modernos critérios de desenvolvimento urbanístico. Mas, dispersa em casais ou concentrado num todo urbano, a Paróquia de Nossa Senhora do Amparo viveu sempre à sombra da sua Igreja.
Mas é preciso não esquecer que o actual edifício dessa Igreja paroquial é relativamente recente. Esta só existe há 199 anos, a Paróquia tem 600 anos. A actual Igreja, aquela que foi inaugurada em 10 de Dezembro de 1809, representa já a terceira construção. Antes dela, duas outras igrejas, situadas sensivelmente no mesmo sitio, constituíram o lugar de culto da Paróquia de Benfica.
A anterior igreja paroquial erguia-se no lugar do Tojal, a poente e norte da actual. Dela há referência em 1391, a propósito da atribuição do direito de padroado sobre a Paróquia, em favor da Paróquia do Santíssimo Salvador, da cidade de Lisboa, a qual, entretanto, é elevada à dignidade de priorado e dotada de colegiada. Mais tarde, priorado e colegiada foram convertidos em mosteiro de religiosas dominicanas.
O estudo "Benfica através dos tempos" (Lisboa 1964) do Padre Álvaro Proença serve de fonte de informação e tem por certo que a capela gótica de S. Roque, incorporada nesta igreja do século XIV, seria a primitiva igreja paroquial de Benfica. Benfica teria assim conhecido, sucessivamente, três lugares de culto com funções de igreja paroquial.
Desta capela de S. Roque, entretanto integrada na igreja que serviu de paroquial desde finais do século XIV até à inauguração da nova igreja em 1809, pouco ou nada se sabe sobre a igreja paroquial.
Sobre a "segunda" igreja paroquial, sabe-se que se erguia, altaneira, sobre a Real Estrada de Benfica, à qual estava ligada pela Azinhaga que do Tojal para ela descia, ladeando o amplo recinto que, da fachada da igreja, voltado a poente, e do seu lado sul, se alargava até à Estrada.
Segundo informa o citado Autor, tanto a porta principal, com toda a fachada, como a porta lateral, voltada a sul, e a torre, eram de estilo gótico, a comprovar as suas origens medievais.
Com a inauguração da nova igreja, em 1809, a igreja velha entrou em irremediável declínio. Em 1815 passa a servir de capela do cemitério do adro. Em 1833, é despida dos azulejos da capela-mor. Finalmente, em 1846, é vitima do imperdoável crime cultural de destruição, a pretexto da necessidade de ampliar o cemitério do adro. Tão bem se fizeram as terraplanagens que dela não restam quaisquer vestígios.
Desses tempos seculares em que a Paróquia de Benfica se reunia na "igreja velha", algumas datas se impõe recordar, pelo seu interesse para a história da mesma:
- (1582) - O primeiro registo conhecido de baptizados e casamentos, elaborado de acordo com as normas promulgadas pelo Concilio de Trento, que terminara alguns anos antes.
- (1586) - Faz-se a instituição canónica da Irmandade de Nossa Senhora do Amparo (é a mais antiga Irmandade da Paróquia).
- (1632) - A Irmandade do Santíssimo Sacramento, tão tradicional nas paróquias portuguesas, aparece referida pela primeira vez, em Benfica.
- (1750) - Começa a construção da nova igreja.

As obras para a construção da nova Igreja de Benfica iniciaram- se em Agosto de 1750, com projecto de mestre João Frederico Ludovice, arquitecto do Convento de Mafra. Este famoso artista, de origem alemã, havendo-se fixado em Portugal a partir de 1701, introduziu no país o barroco italianizado.
Será o arquiteto João Pedro Ludovice, segundo arquiteto do Palácio Convento de Mafra, filho do já referido João Frederico Ludovice, que dá continuidade ás obras da igreja até 1760, ano em que faleceu.
As obras ficaram paradas desde finais de 1754, quando o Terramoto de 1755 veio pôr à prova a solidez da construção. Dos estragos então causados, informava o Pároco, em comunicação oficial de 12 de Abril de 1758, que "a maior ruína foi na igreja nova que se andava fazendo, e até agora se lhe não boliu" (Arquivo Nacional da Torre do Tombo, Dicionário Geográfico, VI, 663).
Só em 28 de Março de 1780 as obras recomeçaram, agora sob a direcção de mestre João Gomes. A construção do novo templo tornar-se-ia uma história muito acidentada, em parte certamente porque o projecto era dispendioso demais para uma população rural de umas 4000 pessoas.
Só em Setembro de 1809 se faria o arranque final das obras, com os trabalhos concentrados na capela-mor.
Considerada pronta nos princípios de Dezembro de 1809, a nova Igreja é, finalmente, sagrada com os ritos previstos nos livros litúrgicos. Estes começaram em 10 de Dezembro daquele ano, sob a presidência de D. Frei Joaquim de Menezes e Ataíde, bispo de Meliapor, com licença do Partriarca-Eleito de Lisboa, D. António de S. José e Castro, até então bispo do Porto.
Mas, com a sagração da nova Igreja, não cessaram de todo as obras. Entre 1811 e 1813, procede-se ao arranjo do guarda-vento. Em 1840 ergue-se a torre do lado nascente, ficando a do lado poente por construir. Nela se montou um relógio em 1923.
Depois da construção da nova igreja há três acontecimentos de relevancia em relação à remodelação da paróquia:
- (1846) - Procedece à demolição da antiga Igreja, para ampliação do cemitério do adro.
- (1880) -  Faz-se o levantamento das ossadas do cemitério para o novo cemitério de Benfica, então dito dos Arneiros.
- (1900) -  Construção de um coreto no adro poente, contrariando as mais elementares regras de respeito por um lugar sagrado.
- (1955) - Procede-se à restauração das telas, quase todas assinadas por Pedro Alexandrino.
- (1958) - A sacristia do lado nascente é transformada em Capela Mortuária.
- (1961) - Faz-se a entronização da actual imagem da Padroeira, Nossa Senhora do Amparo, vinda de Madrid.  Reparação o órgão da Igreja, dos finais do século XIX, com o aproveitamento de um "bufete" bastante mais antigo (século XVIII ou antes).
- (1963) - Restauração da sacristia do clero (lado poente), adornando-a com um rodapé de azulejos do século XVIII, provenientes do palácio da Quinta da Buraca.
- (1972) - Nova pavimentação na Igreja, com mármore e lioz de Pero Pinheiro, em conformidade com os tons dominantes no colorido dos mármores utilizados no interior.

## O Exterior
A igreja ergue-se no meio de um grande adro, com acesso de ambos os lados por duas escadarias de pedra. O adro do lado nascente é enobrecido por um belo cruzeiro, que provinha da Igreja velha. O adro do lado poente, onde no princípio deste século se construiu um coreto, cedeu parte do seu espaço, a norte e poente, para a construção do Centro Paroquial, entre 1959 e 1964, num bom enquadramento com o edifício da Igreja. Junto desta e perto do serviço de Recepção, repousa sobre uma coluna de mármore escuro e bem polido o busto do Padre Álvaro Proença, a cujo dinamismo se ficou a dever a construção do Centro Paroquial. Obra de mestre António Duarte, o busto foi inaugurado em 10 de Maio de 1984, no primeiro aniversário do falecimento do benemérito Sacerdote.
A frontaria da Igreja avança a partir de um átrio empedrado, com acesso de ambos os lados por amplas escadas com 12 degraus de pedra. A teia de protecção às escadas e ao átrio é emoldurada e almofadada com boa cantaria. A frontaria apresenta claros vestígios do Barroco italianizado, a denotar o pendor artístico do autor do projecto, mestre João Frederico Ludovice.
No alto, do lado nascente, ergue-se a torre sineira, terminada em 1840. Está ainda por construir a torre no lado poente, mas não há ainda nenhuma perspectiva de construção no futuro.

## Interior
À entrada e constituída por uma ampla porta da frente ladeada por duas pilastras de sustentação do coro alto, formando a cerca de 1 metro do chão algumas pias de água benta.
O tecto do coro é feito de estuque embelezado com variados ornatos, ao gosto da época.
Do lado esquerdo, ainda debaixo do coro, abre-se a capela do baptistério, com pavimento de lajedo, e paredes e tecto de estuque. Na parede do fundo há um painel do Baptismo de Jesus, obra de Pedro Alexandrino. A pia baptismal é toda de pedra, artisticamente trabalhada.
Até às obras de restauro do chão da Igreja, em 1972, estendia-se de ambos os lados uma artística tela de mármores de colorido variado, com desenho a figurar um entrelaçado de mármores branco, azul e vermelho. Restos desta preciosa tela foram aproveitados para resguardo das capelas laterais do Coração de Jesus, bem como para ornamentação do novo altar-mor.
O tecto da Igreja é obra de Pereira Cão. Todo ele é de estuque emoldurado e apainelado, fingindo pedras. Entre os seus desenhos, distinguem-se alguns que representam várias invocações da Ladainha de Nossa Senhora. Foi restaurado em 1972.

### Capela-mor
A capela-mor, da Igreja de Nossa Senhora do Amparo é arquitectonicamente superior ao resto do templo.Toda em mármore. Muito espaçosa ledeada por duas tribunas com balaustradas de mármore. No topo, a enorme abertura do trono entre as duas colunas coríntias de mármore rosado. O remate superior, por cima da abertura e das colunas tem um triângulo, símbolo da Santíssima Trindade.

### Capelas laterais
Depois do baptistério está o altar de S. Sebastião do lado esquerdo com uma tela alusiva de Pedro Alexandrino. A capela seguinte é dedicada a S. Miguel, também ela valorizada por um quadro de Pedro Alexandrino.
No cruzeiro, abre-se a capela do Coração de Jesus, primitivamente capela do Santíssimo Sacramento, como confirma a sua rica ornamentação: mais um painel de Pedro Alexandrino, evocativo da Última Ceia, e várias pinturas no tecto, alusivas à Eucaristia. Nos lados podem ver-se quatro pequenos painéis, representando os quatro grandes Doutores da Igreja Ocidental: S. Gregório Magno, S. Ambrósio, S. Agostinho e S. Jerónimo.
No fundo da Igreja situam-se as capelas do lado direito. A primeira é consagrada a S. Luzia, e a segunda, a S. António. Em ambas, a imagem condiz com a respectiva tela, sendo estas de Pedro Alexandrino. As imagens destes dois santos, bem como as de S. Sebastião e S. Miguel, do outro lado, provieram da anterior igreja. A terceira capela, antes dedicada ao Senhor dos Passos, é agora consagrada a Nossa Senhora de Fátima. O painel de fundo, alusivo às aparições de Nossa Senhora aos três pastorinhos, é obra de Teresa de Matos (1974).